# 영상 코덱
영상 코덱(-codec) 또는 비디오 코덱(video codec)은 디지털 영상의 압축 및 압축해제하는 기능의 장치 및 소프트웨어이다. 동영상 압축의 맥락에서 코덱(codec)은 인코더(encoder)와 디코더(decoder)의 합성어이며, 일반적으로 압축만 하는 장치를 인코더(encoder), 압축 해제만 하는 장치를 디코더(decoder)라고 한다.
압축된 데이터 형식은 일반적으로 표준 비디오 코딩 포맷을 따른다. 압축은 일반적으로 손실이 있다. 즉, 압축된 동영상에는 원본 동영상에 있는 일부 정보가 없다. 그 결과, 원본 동영상을 정확하게 재구성하기에는 정보가 없기 때문에 압축 해제된 동영상의 품질이 무압축 원본 동영상보다 낮아진다.
비디오 품질, 비디오를 표현하는 데 사용되는 데이터의 양(비트레이트에 따라 결정됨), 인코딩 및 디코딩 알고리즘의 복잡성, 데이터 손실 및 오류에 대한 민감도, 편집 용이성, 무작위 액세스 및 단대단(end-to-end) 지연(레이턴시) 사이에는 복잡한 관계가 있다.

## 흔히 쓰이는 영상 코덱

### H.265/MPEG-H HEVC 코덱
- x265

### H.264/MPEG-4 AVC 코덱
- X264
- 네로 디지털(Nero Digital)
- 퀵타임 H.264
- DivX Pro Codec

### H.263/MPEG-4 Part 2 코덱
- DivX Pro Codec
- Xvid
- FFmpeg MPEG-4
- 3ivx

### H.262/MPEG-2 코덱
- x262

### 마이크로소프트 코덱
- 윈도우 미디어 비디오 (Windows Media Video, WMV)
- MS MPEG-4v3

### 구글 (On2) 코덱
- VP6, VP6-E, VP6-S, VP7, VP8, VP9, AV1
- libtheora

### 기타 코덱
- 애플 ProRes
- Schrodinger and dirac-research
- DNxHD 코덱
- 소렌슨 3
- 소렌슨 스파크(Sorenson Spark)
- 리얼비디오
- 시네팩
- Indeo
- AV1

## 통합 코덱
온라인 비디오 자료는 여러 코덱으로 인코딩되며 이는 PC를 위한 소프트웨어 패키지로서 사용 가능한 인스톨러와 함께 병합된, 흔히 쓰이는 여러 코덱들을 미리 묶어놓은 코덱 팩(통합 코덱)이 출시되는 계기가 되었다. 예를 들어, LAV Filters나 스타코덱이 이에 속한다.

## 같이 보기
- 비트레이트
- 데이터 압축
- 해상도
- 프레임 레이트
- 다중화 (통신)
- 표본화
- 트랜스코드
- 비디오 품질